# أدريانا سويك شوبرت
أدريانا سوليك-شوبرت (من مواليد 3 أبريل 1999) هو لاعب بولندي رياضي ينافس في أحداث مجمعة. فازت بالميدالية الفضية في الخماسي في بطولة العالم لألعاب القوى داخل الصالات 2022. احتل المركز الرابع في السباعي في بطولة العالم لألعاب القوى 2022، وحصلت على الميداليات الفضية في بطولة أوروبا لألعاب القوى 2022 وبطولة أوروبا لألعاب القوى داخل الصالات 2023. حاصلة على الميدالية البرونزية في سباعي بطولة العالم لألعاب القوى تحت 20 سنة 2018 ، وبطولة أوروبا لألعاب القوى تحت 23 سنة 2021. هو صاحبة رقم قياسي بولندي لكل من السباعي والخماسي. فازت بسبعة ألقاب وطنية فردية.
في مارس 2023، كسرت لأول مرة حاجز 5000 نقطة الخماسي لتسجل ثاني رقم قياسي بولندي لها في ذلك العام في هذا الحدث. وحققت أفضل النتائج الشخصية في أربعة أحداث وسجلت 5014 نقطة في بطولة أوروبا داخل الصالات التي أقيمت في إسطنبول، تركيا، متغلبة على الرقم القياسي العالمي المسجل في عام 2012 في نفس ملعب أتاكوي الذي حققته الأوكرانية ناتاليا دوبرينسكا (5013 نقطة). بعد الانتهاء من سباق 800 متر لأول مرة، وهو نهائي الأحداث الخمسة في الخماسي.